# Контра (выражение)
«Белогвардейское охвостье» и «недобитая контра» — любимые выражения советской печати, пересыпавшие тексты даже такого официального органа, как «Ленинградская правда».

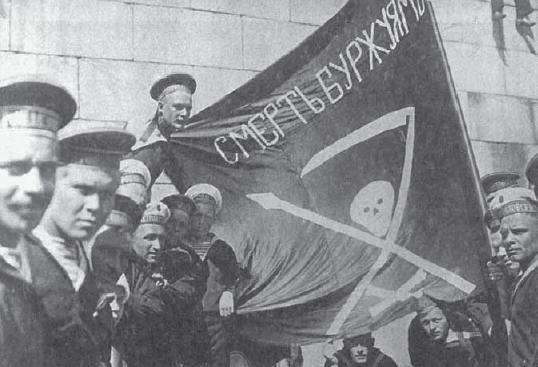
Революционные матросы под знаменем «Смерть буржуям!»

«Ко́нтра» (одинаково в ед. и во мн. ч.; также «контра недобитая»; вульг. сокр. от «контрреволюционер») — дисфемизм, распространённое в России, РСФСР и Советском Союзе с 1917 года разговорное наименование на советском сленге абсолютно любых, нередко мнимых, — в зависимости от конъюнктуры текущего политического момента, — противников советской власти («контрреволюционеров»). Выражение широко употреблялось в просторечии, в том числе низшими слоями населения. Также использовалось как демоним применительно к социальным группам и классам. К «контре» и «классовым врагам» мог быть причислен любой, кто в чём-то не одобрял программу большевиков или чем-либо не устраивал очередного вождя.

## Содержание
Содержание понятия «контра» менялось кардинальным образом с течением времени. Как отмечает академик А. И. Фурсов, выражение «контра», а равно и само причисление своих политических соперников к «контрреволюционерам» со времён революции и гражданской войны в России было недостоверным и искажало действительное положение вещей, поскольку более 90 % так называемых «белых» были не против революции 1917 года, а против Октябрьского переворота, за провозглашавшееся в том числе и большевиками на начальном этапе учредительное собрание, до его разгона (см. «Караул устал») связанными с большевиками революционными матросами.

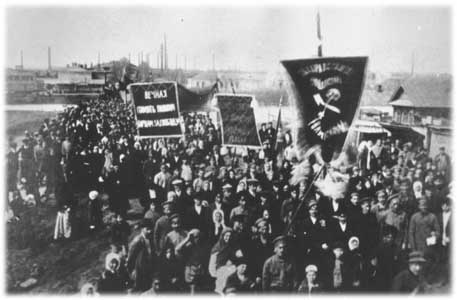
«За Советы без большевиков!» — среди требований революционных масс. Впоследствии, произошло присвоение большевиками понятий «революция», «революционный», «октябрь», «советы» и «советский» вместе с красными знамёнами и революционной символикой

Более того, к «контре» были в массовом порядке причислены субъекты политической деятельности, партии и движения, не просто не выступавшие против советской власти, но сами её олицетворявшие и выступавшие против большевиков, узурпировавших власть и отнявших управленческие функции у советов и у советского же правительства, тем самым несколько раз грубо нарушивших ими же принятую Конституцию РСФСР (появление советов было встречено российскими социал-демократами и большевиками в частности «в штыки», как и сама идея советов, вместо них большевики собирались создавать фабзавкомы из лояльных им кадров, кроме того было немыслимо в тот момент большевикам присваивать себе лозунги «Октября» и выступать под ними, поскольку «октябристами» в России тех времён именовали умеренных националистов под руководством Гучкова, присвоение эпитетов связанных с «Октябрём» большевиками произошло позже), — поскольку в советах доминировали представители других партий, а в советском правительстве преобладали левые эсеры с перспективой создания однопартийного правительства без большевиков на абсолютно выборной основе. К идее советов большевики вернулись позже, но не надолго, вскоре заменив их централизованным партаппаратом и оставив от них только одно название. Как подытоживает академик Фурсов: „Советская власть родилась не в октябре 1917 года, а после разгона Учредительного собрания, после того как 3-й съезд Советов определил, что Россия — это РСФСР, то есть 10 января 1918 года — рождение советской власти“. До этого момента советское правительство официально именовалось «временным правительством России», так же как и то правительство, которое они перед этим свергли. Кроме того, у руля советской власти в первые полтора года её существования стоял вовсе не Ленин, а Свердлов: „По сути дела, до своей смерти в 1919 году этот человек на самом деле всем «рулил» и Ленин оказался вообще на втором плане“. Между тем, в разряд «контры» попали союзники большевиков по революционной борьбе: народники, левые либералы, анархисты, бундовцы, боротьбисты, социалисты-революционеры, социал-демократы, а затем и вообще любые социалисты небольшевистского толка. По такому же принципу, большевики избавлялись от своих военных союзников — зелёноармейцев, чёрных партизан, красных партизан и красногвардейцев, революционных матросов, казаков. Большевики, ранее все без исключения являвшиеся пораженцами, и пришедшие к власти под антивоенными лозунгами, захватив власть быстро поменяли риторику, стали ратовать за всемирную войну, «мировой пожар», «всемирное вооружение» и т. п., те же, кто призывал к миру, так же были причислены ими к «контре». Иностранная интервенция, начавшаяся по официальному приглашению Троцкого, позже была отвергнута, поддерживавшие её пополнили ряды «контры», большевики, тем временем, ловко переключались от интернационалистской к «патриотической» риторике, и наоборот, в зависимости от текущего положения, то апеллируя к «мировой революции», то под лозунгами о «единой, неделимой России»; то вводя военный коммунизм и трудовые армии, то восстанавливая рынок и возвращая частное предпринимательство; то обещая рабочим и крестьянам все возможные блага и свободы, то придушив какую-либо самостоятельность населения в городе и деревне. После провала революции в Германии, пришлось быстро менять смысл советского герба (серп и молот до лета 1923 года символизировали союз немецкого пролетариата и русского крестьянства) и причислять к «контре» за прогерманские настроения. Позже ряды «контры» пополнили разного рода «попутчики» и «оппортунисты» — троцкисты, зиновьевцы, бухаринцы и члены других разнообразных, очень часто выдуманных властью, «уклонов» и «внутренних оппозиций». Впоследствии, советская пропаганда выстроила картину последовательного курса «линии партии», тщательно скрывая или переиначивая все предшествующие метаморфозы. Тем не менее, в последующие десятилетия за отрицание этих распространённых заблуждений о становлении советской власти, возведенных советской пропагандой в ранг непререкаемой истины, можно было легко попасть в разряд «контры» и стать жертвой бессудной расправы. Как полагали Б. М. Сарнов, В. Ф. Тендряков и некоторые другие исследователи, «контрой» мог бы оказаться и сам Ленин с ленинцами, не умри он в 1924 году. Их точку зрения разделяет С. Русланов с тем различием, что, по его мнению, Ленин бы стал «врагом народа» проживи Сталин ещё несколько лет: «Не умри Сталин в 1952 году, не исключено, что и Ленин мог бы посмертно попасть в какую-нибудь антипартийную группу». То же самое в равной степени затрагивало и других «старых большевиков», которым «повезло» умереть своей смертью до того как с ними бы расправился Сталин.